# تيرنس موريس
تيرنس موريس (بالإنجليزية: Terence Morris)‏ مواليد 11 يناير 1979 في فريدريك، هو لاعب كرة سلة أمريكي معتزل بدأ مسيرته الاحترافية في سنة 2001 حيث تم اختياره من قبل فريق أتلانتا هوكس خلال الدرافت. يبلغ طوله 6 قدم 9 بوصة (2.1 م). اعتزل اللعب في 2011.

## فرق لعب لها
- هيوستن روكتس
- أورلاندو ماجيك
- مكابي تل أبيب لكرة السلة
- نادي سسكا موسكو لكرة السلة
- نادي برشلونة لكرة السلة

## إحصائيات المسيرة

### الموسم الاعتيادي
| السنة   | الفريق         | لعب | بدأ | دقيقة | ميداني% | ثلاثية | حرة   | ارتداد | صنع | استلاب | تصدي | نقطة |
| ------- | -------------- | --- | --- | ----- | ------- | ------ | ----- | ------ | --- | ------ | ---- | ---- |
| 2001–02 | هيوستن روكتس   | 68  | 12  | 16.3  | .384    | .192   | .643  | 3.1    | .9  | .3     | .4   | 3.8  |
| 2002–03 | هيوستن روكتس   | 49  | 0   | 12.9  | .466    | .219   | .786  | 2.6    | .5  | .2     | .3   | 3.7  |
| 2005–06 | أورلاندو ماجيك | 22  | 0   | 8.7   | .327    | .000   | 1.000 | 1.7    | .2  | .3     | .2   | 1.6  |
| المسيرة |                | 139 | 12  | 13.9  | .407    | .196   | .711  | 2.7    | .7  | .3     | .4   | 3.4  |

## روابط خارجية
- تيرنس موريس على موقع الدوري الأوروبي لكرة السلة (الإنجليزية)
- تيرنس موريس على موقع إن بي أي (الإنجليزية)
- تيرنس موريس على موقع سبورتس رفرنس (الإنجليزية)
- تيرنس موريس على موقع الدوري الإسباني لكرة السلة (الإسبانية)
- تيرنس موريس على موقع كرة السلة الأوروبية.كوم (الإنجليزية)
- تيرنس موريس على موقع DraftExpress.com (الإنجليزية)
- تيرنس موريس على موقع كلية كرة السلة في سبورتس رفرنس.كوم (الإنجليزية)
- تيرنس موريس على موقع ريلجم (الإنجليزية)
- تيرنس موريس على موقع بروبوليرز (الإنجليزية)
- تيرنس موريس على موقع سبورتس رفرنس (الإنجليزية)